# North Mankato
North Mankato is een plaats (city) in de Amerikaanse staat Minnesota, en valt bestuurlijk gezien onder Blue Earth County en Nicollet County.

## Demografie
Bij de volkstelling in 2000 werd het aantal inwoners vastgesteld op 11.798.
In 2006 is het aantal inwoners door het United States Census Bureau geschat op 12.259, een stijging van 461 (3.9%).

## Geografie
Volgens het United States Census Bureau beslaat de plaats een oppervlakte van
12,4 km², waarvan 12,2 km² land en 0,2 km² water.

## Plaatsen in de nabije omgeving
De onderstaande figuur toont nabijgelegen plaatsen in een straal van 20 km rond North Mankato.